# Socket 3
Socket 3 是一种x86微处理器所使用的CPU插座。 Socket 3插座也用于接驳80487协处理器。Socket 3是Intel为低电压处理器所制造的插座，作为Socket 2的升级，Socket 3插座遗漏一根针腳，以防止使用者将3.3V处理器错误接入旧的5V插座，導致處理器受損。
Socket 3具有237针，是LIF/ZIF PGA (19x19)插座，可供3.3V和5V运行在25–50MHz的Intel486 SX, 486 DX, 486 DX2, 486 DX4, 486 OverDrive和Pentium OverDrive处理器使用，同样，AMD Am486与Am5x86处理器也可以使用Socket 3插座。

## 脚注
1. ↑  . pcguide.com.   [2009-03-30]. （原始内容存档于2009-06-29）.